# 대한민국 헌법 제31조
대한민국 헌법 제31조는 교육권과 무상 의무교육 등을 규정한 대한민국 헌법의 조항이다. 6항으로 구성되어 있다.

## 본문
헌법 제31조
① 모든 국민은 능력에 따라 균등하게 교육을 받을 권리를 가진다.

② 모든 국민은 그 보호하는 자녀에게 적어도 초등교육과 법률이 정하는 교육을 받게 할 의무를 진다.

③ 의무교육은 무상으로 한다.

④ 교육의 자주성·전문성·정치적 중립성 및 대학의 자율성은 법률이 정하는 바에 의하여 보장된다.

⑤ 국가는 평생교육을 진흥하여야 한다.

⑥ 학교교육 및 평생교육을 포함한 교육제도와 그 운영, 교육재정 및 교원의 지위에 관한 기본적인 사항은 법률로 정한다.

## 내용
- 능력에 따라 균등하게 교육을 받을 권리
- 자녀에게 교육을 받게 할 의무
- 의무교육의 무상
- 교육의 자주성·전문성·정치적 중립성 및 대학의 자율성의 보장

```
국가의 평생교육 진흥 의무
```

## 판례
- 헌법 제31조 제1항의 교육을 받을 권리는, 국민이 능력에 따라 균등하게 교육받을 것을 공권력에 의하여 부당하게 침해받지 않을 권리와, 국민이 능력에 따라 균등하게 교육받을 수 있도록 국가가 적극적으로 배려하여 줄 것을 요구할 수 있는 권리로 구성되는바, 전자는 자유권적 기본권의 성격이, 후자는 사회권적 기본권의 성격이 강하다고 할 수 있다[1].
- 대학의 신입생 수시모집 입시요강이 검정고시로 고등학교 졸업학력을 취득한 사람들의 수시모집 지원을 제한하는 것은 검정고시 출신자들을 합리적인 이유없이 차별하는 것으로 해당 대학에 지원하려는 검정고시 출신자들의 균등하게 교육을 받을 권리를 침해한다.[2]

- 대학 구성원이 아닌 사람의 도서관 이용에 관하여 대학도서관의 관장이 승인 또는 허가할 수 있도록 한 것은 교육을 받을 권리가 국가에 대하여 특정한 교육제도나 시설의 제공을 요구할 수 있는 권리를 뜻하는 것은 아니라는 점에서 대학 구성원이 아닌 자의 교육을 받을 권리가 침해된다고 볼 수 없다.[3]

- 의무교육의 무상성에 관한 헌법 규정은 교육을 받을 권리를 보다 실효성 있게 보장하기 위해 의무교육 비용을 학령아동 보호자의 부담으로부터 공동체 전체의 부담으로 이전하라는 명령일 뿐 의무교육의 모든 비용을 조세로 해결해야 함을 의미하는 것은 아니므로, 학교용지부담금의 부과대상을 수분양자가 아닌 개발사업자로 정하는 것은 의무교육의 무상원칙에 위배되지 않는다.[4]

- 심판대상계획은 사교육비를 줄이고 학교교육을 정상화하는 것을 목적으로 하므로 목적의 정당성이 인정된다. EBS는 지상파방송국으로서 손쉽게 시청이 가능하므로, 수능시험을 EBS 교재와 높은 비율로 연계하는 경우 수능시험을 준비하는 학생들의 이에 대한 의존도가 높아져 사교육을 어느 정도 진정시킬 수 있다. 학교는 EBS 교재를 보충 교재로 사용하는 등의 방법으로 학생들의 수업 집중도를 높이고 수능시험에 대한 불안감을 줄여줄 수 있으며, 학생들로 하여금 사교육에 의존하지 않고 스스로 학습하도록 유도해 갈 수도 있다. 따라서 수단의 적절성도 인정된다. 심판대상계획은 수능시험을 EBS 교재와 70% 수준으로 연계하겠다는 것을 내용으로 할 뿐, 다른 학습방법이나 사교육을 금지하는 것이 아니어서, 학생들은 EBS 교재 외에 다른 교재나 강의, 스스로 원하는 학습방법을 선택하여 수능시험을 준비하거나 공부할 수 있다. 또 수능시험이 EBS교재에 나온 문제를 그대로 출제하는 것이 아니라, 지문이나 도표 등 자료를 활용하고 핵심 제재나 논지를 활용하는 등의 방법으로 연계되므로, 고등학교 교육과정의 중요 개념이나 원리를 이해하고 있으면 EBS 교재를 공부하지 않더라도 수능시험을 치르는데 큰 지장을 초래한다고 보기 어렵다. 한편 정부는 EBS 교재 연계제도를 융통성 없이 항구적으로 시행하려는 것이 아니라 그 시행 성과를 분석하여 연계 비율을 축소하거나 연계 방법을 개선하는 방안 나아가 연계제도를 폐지하는 방안까지 다양한 개선안을 검토하고 있다. 이런 사정을 종합하여 보면, 심판대상계획은 침해 최소성 원칙에 위배된다고 볼 수 없다. 심판대상계획이 추구하는 학교교육 정상화와 사교육비 경감이라는 공익은 매우 중요한 반면, 수능시험을 준비하는 사람들이 안게 되는 EBS 교재를 공부하여야 하는 부담은 상대적으로 가벼우므로, 심판대상계획은 법익 균형성도 갖추었다. 따라서 심판대상계획은 수능시험을 준비하는 청구인들의 교육을 통한 자유로운 인격발현권을 침해한다고 볼 수 없다[5]

### 사립학교운영의 자유와 교육의 공공성
진리탐구와 인격도야의 본산이며 자유로운 인간형성을 본분으로 하는 학교에서야말로 학생들의 다양한 자질과 능력이 자유롭게 발현될 수 있는 교육제도가 마련되어야 한다. 특히 사립학교는 설립자의 의사와 재산으로 독자적인 교육목적을 구현하기 위해 설립되는 것이므로 사립학교설립의 자유와 운영의 독자성을 보장하는 것은 그 무엇과도 바꿀 수 없는 본질적 요체라고 할 수 있다. 따라서 설립자가 사립학교를 자유롭게 운영할 자유는 비록 헌법에 독일기본법 제7조 제4항과 같은 명문규정은 없으나 헌법 제10조에서 보장되는 행복추구권의 한 내용을 이루는 일반적인 행동의 자유권과 모든 국민의 능력에 따라 균등하게 교육을 받을 권리를 규정하고 있는 헌법 제31조 제1항 그리고 교육의 자주성·전문성·정치적 중립성 및 대학의 자율성을 규정하고 있는 헌법 제31조 제3항에 의하여 인정되는 기본권의 하나라 하겠다.

## 같이 보기
- 대한민국 헌법 제2장
- 교육을 받을 권리

## 참고문헌
- 허종렬. (2018). 교육헌법 개정 논의의 흐름과 쟁점 검토 : 헌법 제31조와 제22조의 개정안을 중심으로. 교육법학연구, 30(2), 211-258.